# پاناسونیک لومیکس دی‌ام‌سی-اف‌زد۴۰
پاناسونیک لومیکس دی‌ام‌سی-اف‌زد۴۰ (به انگلیسی: Panasonic Lumix DMC-FZ40) یک دوربین عکاسی ساخت شرکت پاناسونیک است.